# Reprezentacja Liechtensteinu na Mistrzostwach Świata w Narciarstwie Klasycznym 2005
Reprezentacja Liechtensteinu na Mistrzostwach Świata w Narciarstwie Klasycznym 2005 w Oberstdorfie liczyła jednego zawodnika. Był nim Markus Hasler, który wystartował w biegach narciarskich. Najwyższe miejsce zajął w biegu na 50 kilometrów, gdzie był trzynasty.

## Wyniki

### Biegi narciarskie

#### Mężczyźni
15 km stylem dowolnym
- Markus Hasler - 26. miejsce

Bieg pościgowy 2x15 km
- Markus Hasler - 15. miejsce

50 km stylem klasycznym
- Markus Hasler - 13. miejsce